# Széles Zita
Széles Zita (Fehérgyarmat, 1976. július 22. – ) Domján Edit-díjas magyar színésznő.

## Életpályája
1976-ban született Fehérgyarmaton. Testvére Széles László színész. 1996-2000 között a Színház- és Filmművészeti Főiskola hallgatója volt. 2000-2001 között a debreceni Csokonai Színház tagja volt. 2001-től a nyíregyházi Móricz Zsigmond Színház színésznője.
Párja Tóth Zolka színész. Lányuk, Csenge 2007-ben született.

## Fontosabb színházi szerepei
- Szophoklész: Antigoné... Antigoné
- William Shakespeare: Vízkereszt vagy amit akartok... Mária, Olívia komornája
- Molière: Tudós nők... Krisztina
- Carlo Goldoni: A chioggiai csetepaté... Lucietta
- Carlo Goldoni: Két úr szolgája... Smeraldina
- Heinrich von Kleist: Tűzpróba avagy a Heilbronni Katica... Brigitta; Szibilla
- John Webster: Amalfi hercegnő... Hercegnő
- Friedrich Dürrenmatt: János király... Konstancia
- Bertolt Brecht: A szecsuáni jólélek... Sen Te/Sui Ta
- Federico García Lorca: Vérnász... Menyasszony
- Georg Büchner: Leonce és Léna... Léna
- Arthur Miller: Az ügynök halála... Nő
- Anton Pavlovics Csehov: Sirály... Mása
- Anton Pavlovics Csehov: Platonov... Szofja, Vojnyicev felesége
- Anton Pavlovics Csehov: Cseresznyéskert... Ranyevszkaja
- Fjodor Mihajlovics Dosztojevszkij: Ördögök... Marja Lebjadkina
- Ljudmila Jevgenyjevna Ulickaja: Orosz lekvár... Varvara, Natalja Ivanovna idősebbik lánya
- Agatha Christie: Egérfogó... Mollie Ralston
- Agatha Christie: Gyilkosság meghirdetve... Miss Fekete-Zár Letícia
- Petőfi Sándor: Tigris és hiéna... Ilona királyné
- Szép Ernő: Lila ákác... Manci
- Tersánszky Józsi Jenő: Kakuk Marci... Pattanó Rozi
- Rejtő Jenő: Az ellopott futár... Babette anyó a lavórral
- Molnár Ferenc: Az üvegcipő... Keczeli Ilona
- Márai Sándor: Kaland... Dr. Pálos Eszter, doktornő
- Móricz Zsigmond - Tasnádi István: Annuska... Annuska
- Ödön von Horváth: Kasimir és Karoline... Karoline
- Katona Imre - Ruszt József: Passió... Mária; Szentlélek
- Tamási Áron: Énekes madár... Gondos Regina, vénleány
- Zágon István - Eisemann Mihály: Fekete Péter... Ságiné, Hanna, az Osztrák Ker. Bank pesti leányvállalatának igazgatója
- Hamvai Kornél: Castel Felice... Hölgy
- László Miklós: Illatszertár... Balázs kisasszony
- Vajda Katalin: Anconai szerelmesek 2. ... Lucia, Tomao lánya
- John Updike: Eastwicki boszorkányok... Alex
- Urs Widmer: Top Dogs... Zoe
- Martin McDonagh: A kripli... Eileen
- Németh Ákos: Müller táncosai... Jutka
- Tasnádi István: Közellenség... Kallheim
- William Gibson: Libikóka... Gittel Mosca

## Filmes és televíziós szerepei
- Ámbár tanár úr (1998)
- Egérút (2001)
- Kisváros (2001)
- Hamvai Kornél: Castel (színházi előadás tv-felvétele, 2017)

## Díjai és kitüntetései
- POSZT-SÚGÓ díj – Legjobb 30 év alatti színésznő (2003)
- Móricz Gyűrű (2005)
- Domján Edit-díj (2016)[8]